# فسفینیت

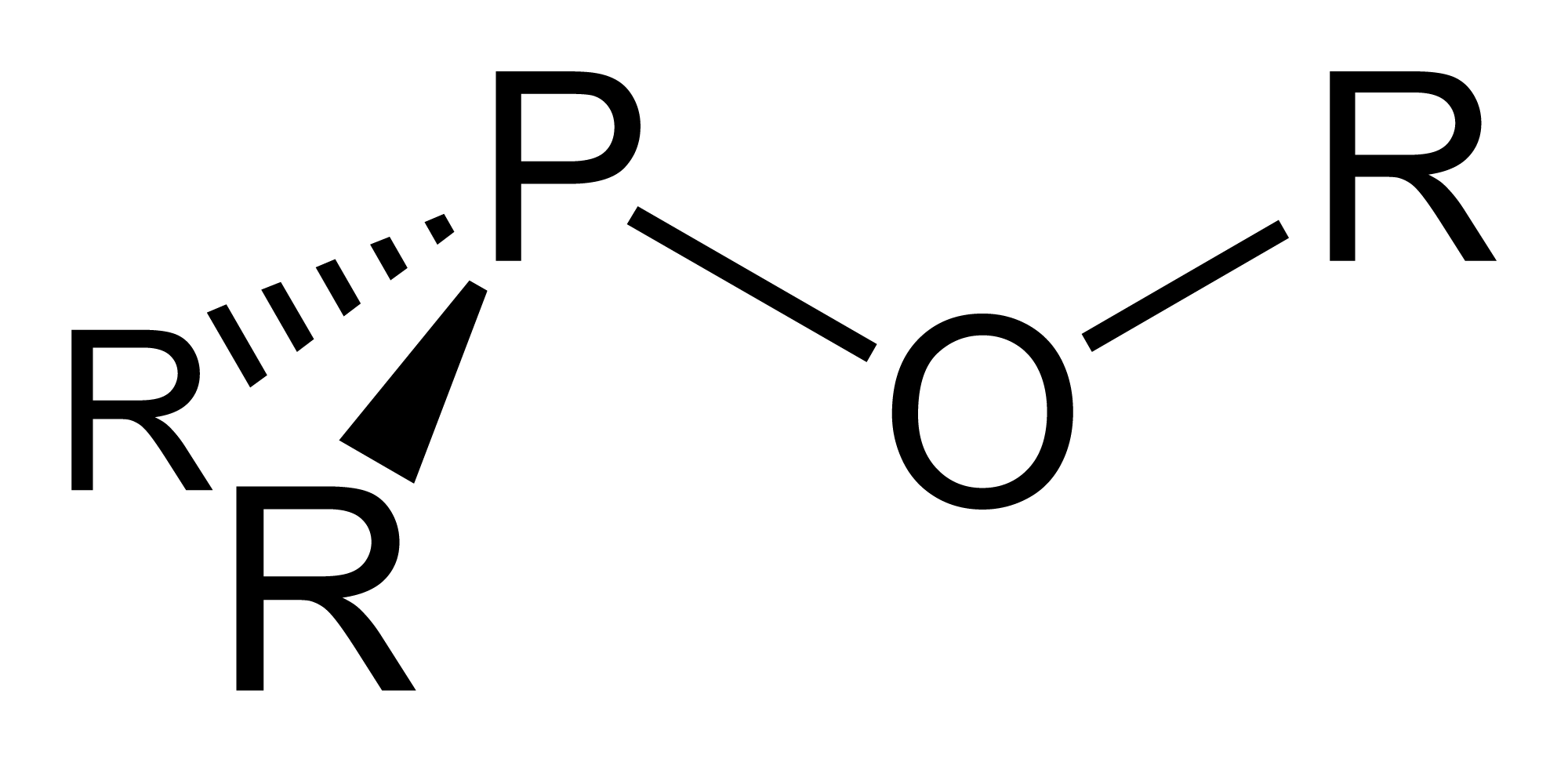
ساختار کلی یک فسفینیت که در آن R یک زنجیر جانبی است.

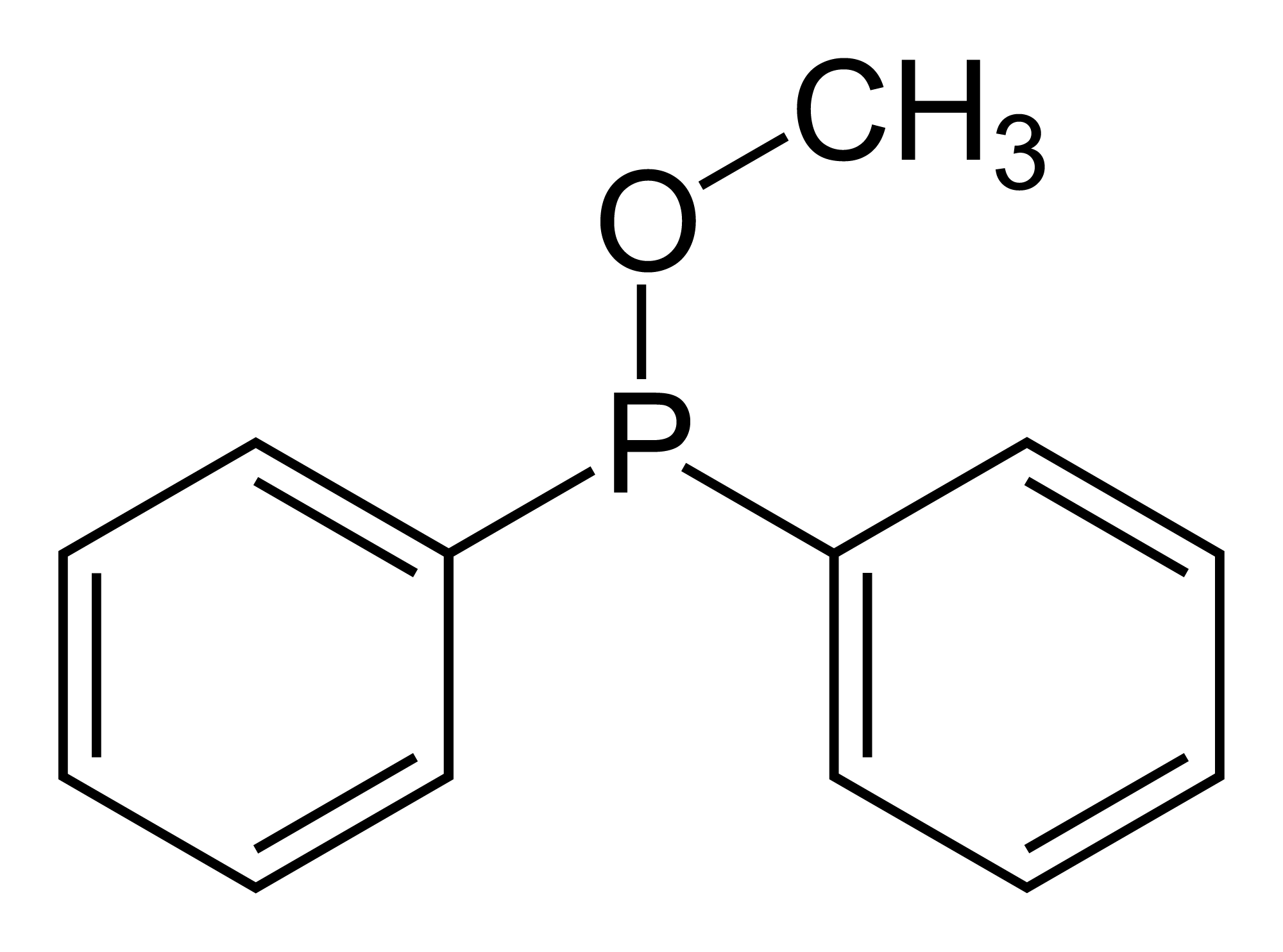
ساختار متیل دی‌فنیل‌فسفینیت.

فسفینیت(به انگلیسی: Phosphinite) در شیمی آلی به دسته ای از ترکیبات آلی فسفر گفته می‌شود که دارای فرمول عمومی P(OR)R2 باشند.

## همچنین ببینید
- فسفین - PR3
- فسفین اکسید - OPR3
- فسفونیت - P(OR)2R
- فسفیت - P(OR)3
- فسفینات - OP(OR)R2
- فسفونات - OP(OR)2R
- فسفات - OP(OR)3